# مجدالدین فارسی
مجدالدین فارسی از خوشنویسان قرن هفتم هجری قمری بود. گویند در دربار فارس و عراق هرکس در شعر مشکلی داشت به او رجوع می‌کرد.
‌